# يو يامادا
يو يامادا (باليابانية: 山田優) هي مغنية وعارضة أزياء وعارضة وممثلة يابانية، ولدت في 5 يوليو 1984 في اليابان.

## وصلات خارجية
- يو يامادا على موقع IMDb (الإنجليزية)
- يو يامادا على موقع ألو سيني (الفرنسية)
- يو يامادا على موقع ميوزك برينز (الإنجليزية)
- يو يامادا على موقع قاعدة بيانات الفيلم (الإنجليزية)
- يو يامادا على موقع ليتربوكسد (الإنجليزية)
- يو يامادا على موقع كينوبويسك (الروسية)
- يو يامادا على موقع ANN person (الإنجليزية)